# Grecia en los Juegos Olímpicos de Sarajevo 1984
Grecia estuvo representada en los Juegos Olímpicos de Sarajevo 1984 por seis deportistas masculinos que compitieron en dos deportes.
El portador de la bandera en la ceremonia de apertura fue el esquiador alpino Andreas Pantelidis. El equipo olímpico griego no obtuvo ninguna medalla en estos Juegos.